# Мэйфейрские ведьмы (серия романов)
«Мэ́йфейрские ве́дьмы» (англ. Lives of the Mayfair Witches) — серия мистических романов американской писательницы Энн Райс, повествующих о семье ведьм Мэйфейр, живущих в Новом Орлеане, чьё благосостояние зависит от связи с неким сверхъестественным существом, именуемым Лэшер. За их жизнью следят, практически не вмешиваясь в ситуацию, члены общества «Таламаска», более известные по другому популярному циклу писательницы — «Вампирским хроникам».
Цикл создан в 1990—1994 годах, а в начале XXI века переведён на русский язык.
Серии «Мэйфейрских ведьм» и другого творения Райс «Вампирских хроник» имеют перекликающийся сюжет, что делает «Вампирские хроники» частью мира «Мэйфейрских ведьм»: Меррик (2000), Чёрная камея (2002), Кровавый гимн (2003).

## Состав серии
Оригинальная серия представляет собой трилогию:
- Час ведьмовства (1990)
- Лэшер (1993)
- Талтос (1994)

В России издательство «Эксмо» выпустило серию как шеститомник:
- Час ведьмовства
- Мэйфейрские ведьмы
- Невеста дьявола
- Наследница ведьм[1]
- Лэшер
- Талтос

## Поколения ведьм
1. Сюзанна (? — 1664)
2. Дебора (1652—1689)
3. Шарлотта (1667—1743)
4. Жанна-Луиза (1690—1771)
5. Анжелика (1727 — ?)
6. Мари-Клодетт (1760—1831)
7. Маргарита (1799—1891)
8. Катрин (1830—1905)
9. Мэри-Бет (1872—1925)
10. Стелла (1901—1929)
11. Анта (1921—1941)
12. Дейрдре (1941—1989)
13. Роуан (1959)
14. Мона
15. Морриган Талтос

## Критика
Сьюзан Ферраро из The New York Times описала «Час ведьмовства» как «историю о злом духе по имени Лэшер, которая настолько пронизана предчувствием и злом, что такие темы, как аборты и инцест, становятся второстепенными. Здесь есть христианская символика, прямая и искажённая, секс и некрофилия». Publishers Weekly в рецензии отмечает, что «Райс черпает вдохновение из богатой жилы колдовских преданий, создавая … пришедший в упадок особняк эпохи ante bellum, где правит кровосмешение, куклы сделаны из человеческих костей и волос, а жестокие бури проносятся по небу каждый раз, когда ведьма умирает и теряет свою силу».